# Haute-ville de Québec (Bas-Canada)
Haute-ville de Québec est un district électoral de la Chambre d'assemblée du Bas-Canada ayant existé de 1792 à 1838.

## Histoire
Son territoire correspond à la partie haute de la cité de Québec. Haute-ville de Québec est l'un des 27 districts électoraux instaurés lors de la création du Bas-Canada par l'Acte constitutionnel de 1791. Il s'agit d'un district représenté conjointement par deux députés, parfois d’allégeance différente. Il est suspendu de 1838 à 1841 en raison de la rébellion des Patriotes. À partir de 1841, le district est fusionné avec Basse-ville de Québec au sein du Parlement de la province du Canada.

## Liste des députés

### Siègeno1
| Années | Années      | Député             | Parti       |
| ------ | ----------- | ------------------ | ----------- |
|        | 1792 - 1796 | Jean-Antoine Panet | Canadien    |
|        | 1796 - 1800 | Jean-Antoine Panet | Canadien    |
|        | 1800 - 1804 | Jean-Antoine Panet | Canadien    |
|        | 1804 - 1808 | Jean-Antoine Panet | Canadien    |
|        | 1808 - 1808 | Claude Dénéchau    | Bureaucrate |
|        | 1809 - 1810 | Claude Dénéchau    | Bureaucrate |
|        | 1810 - 1814 | Claude Dénéchau    | Bureaucrate |
|        | 1814 - 1816 | Claude Dénéchau    | Bureaucrate |
|        | 1816 - 1820 | Claude Dénéchau    | Bureaucrate |
|        | 1820 - 1820 | Claude Dénéchau    | Bureaucrate |
|        | 1820 - 1824 | Andrew Stuart      | Bureaucrate |
|        | 1824 - 1827 | Andrew Stuart      | Bureaucrate |
|        | 1827 - 1830 | Andrew Stuart      | Bureaucrate |
|        | 1830 - 1834 | Andrew Stuart      | Bureaucrate |
|        | 1834 - 1836 | René-Édouard Caron | Bureaucrate |
|        | 1836 - 1838 | Andrew Stuart      | Bureaucrate |

### Siègeno2
| Années | Années      | Député                     | Parti       |
| ------ | ----------- | -------------------------- | ----------- |
|        | 1792 - 1796 | William Grant              | Bureaucrate |
|        | 1796 - 1800 | William Grant              | Bureaucrate |
|        | 1800 - 1804 | Augustin-Jérôme Raby       | Bureaucrate |
|        | 1804 - 1805 | William Grant              | Bureaucrate |
|        | 1805 - 1808 | John Blackwood             | Bureaucrate |
|        | 1808 - 1809 | John Blackwood             | Bureaucrate |
|        | 1809 - 1810 | John Blackwood             | Bureaucrate |
|        | 1810 - 1814 | James Irvine               | Bureaucrate |
|        | 1814 - 1815 | Jean-Antoine Panet         | Canadien    |
|        | 1815 - 1816 | George Vanfelson           | Canadien    |
|        | 1816 - 1820 | George Vanfelson           | Canadien    |
|        | 1820 - 1820 | Joseph-Rémi Vallières      | Canadien    |
|        | 1820 - 1824 | Joseph-Rémi Vallières      | Canadien    |
|        | 1824 - 1827 | Joseph-Rémi Vallières      | Canadien    |
|        | 1827 - 1829 | Joseph-Rémi Vallières      | Patriote    |
|        | 1829 - 1830 | Jean-François-Joseph Duval | Indépendant |
|        | 1830 - 1834 | Jean-François-Joseph Duval | Indépendant |
|        | 1834 - 1838 | Amable Berthelot           | Patriote    |